# Алпортов синдром
Алпортов синдром је тешка прогресивна наследна болест, коју одликује појава нефритиса (упала бубрега), хематурија (крв у мокраћи), прогресивна глувоћа и абнормалности ока.
Прве податке о удружености наследног нефритиса и сензоринеуралне глувоће дао је 1927. др Сесил Артур Алпорт (1880-1959) и по њему је болест и добила име.

## Етиологија
Алпортов синдром је наследна појава, а наслеђивање је најчешће (у 85% случајева) доминантно везано за X (икс) хромозом (X22q COL4A5), ређе је аутозомно рецесивно или аутозомно доминантно. Болест настаје услед поремећаја у грађи гломерулске базалне мембране бубрега, базалне мембране пужа унутрашњег уха и очног сочива, као и мутацијом алфа-5 (COL4A5), алфа-3 (COL4A3) и алфа-4 (COL4A4) протеинских ланаца колагена тип IV.

## Клиничка слика
Болест се манифестује у детињству појавом микрохематурије. Протеинурија (појава протеина у мокраћи) може бити интермитентна, умерена или у потпуности одсутна. Код приближно 40% деце развија се благ нефротски синдром после 10. године живота. Нефротски синдром је праћен хипертензијом (повишеним крвним притиском) и развојем бубрежне инсуфицијенције. Код жена се она спорије развија или се не појављује уопште.
Губитак слуха за високе тонове је обостран и може да се открије пре узраста од 10 година, нарочито код дечака. Премда ова појава може бити прогресивна код деце, обично се стабилизује у старијем животном добу. Изражена глувоћа захтева примену слушног апарата. 
Очни поремећаји се односе на сочиво (предњи лентикоконус, замућења сочива) и појаву мрља бледожуте боје у мрежњачи.

## Дијагноза
Дијагноза Алпортовог синдрома се поставља на основу клиничке слике, биопсије бубрега, електрономикроскопије и сл. Наслеђе везано за пол може да се документује једино генетичким анализама.

## Лечење
Лечење болести је симптоматско. У стадијуму терминалне хроничне бубрежне инсуфицијенције (завршни стадијум болести) примењују се дијализа и трансплантација бубрега.